# Llista de masies de Lladurs
La llista de masies de Lladurs ordena alfabèticament els topònims de diversos edificis de l'actual terme del poble de Lladurs, al municipi de Lladurs, a la comarca catalana del Solsonès.

## Masies històriques
Llista ordenada alfabèticament de les masies del poble de Lladurs de les quals se'n té constància documental però s'ignora on estaven emplaçades:
⊙ Araniola - (1072)
⊙ Comella - (segle xiii)
⊙ Edera - (1037)
⊙ Estany - (1056)
⊙ Gradelles - (1056)
⊙ Hostalet -(?) - Prop de Llera
⊙ Roca, la - (segle xii)
⊙ Sonayles - (1034)
⊙ Villa Càndida - (1010)
⊙ Villa Olmosa - (segle xi) - Potser es tracta de Om, l'